# Elaine Shaffer
Pour les articles homonymes, voir Shaffer.
Répertoire
Mozart, Bach, Ernest Bloch
Elaine Shaffer, née le 22 octobre 1925 à Altoona (Pennsylvanie) et morte le 19 février 1973 à Londres, est une flûtiste américaine.
Elle est la première femme flûtiste nommée soliste titulaire dans un grand orchestre américain (l'Orchestre symphonique de Houston), et à avoir mené une carrière de concertiste internationale.

## Biographie

### Enfance et études musicales
Elaine Shaffer est née le 22 octobre 1925 à Altoona, aux États-Unis, première fille de Rex et Catharine Shaffer, qui auront trois autres enfants. À onze ans, elle bénéficie du programme d'enseignement musical gratuit dans les écoles institué par la Work Projects Administration du Président Roosevelt. Elle s'essaie au violon, au violoncelle et aux timbales, mais, leur préférant les instruments à vent et les activités de plein air, rejoint le marching band de son école, à la trompette, puis au fifre, à la flûte et au piccolo. En l'absence de professeur dans sa petite ville de Williamsport, elle apprend la flûte en autodidacte. Dès cette époque, elle manifeste sa volonté d'être « la première ».
Ayant atteint une pratique de bon niveau, elle décide en décembre 1943 de prendre des leçons avec William Kincaid, flûtiste du prestigieux Orchestre de Philadelphie et professeur réputé. Elle conclut sa lettre de motivation par cette phrase : « Mon ambition est de devenir une artiste concertiste ».
Dès la deuxième leçon, Kincaid est impressionné par la jeune autodidacte de 18 ans et son potentiel ; il lui propose d’entrer au Curtis Institute of Music de Philadelphie, l'une des meilleures institutions des États-Unis pour la musique. En plus de la flûte avec W. Kincaid, elle entre dans la classe d'ensemble à vent de Marcel Tabuteau et apprend le solfège, le contrepoint, l'harmonie, la direction d’orchestre, le piano et le français. Brillante élève, elle termine son cursus en moins de quatre ans. Pour son concert de fin d'études le 2 mai 1947, elle joue le Concerto en sol majeur K.313 de Mozart.

### Musicienne d’orchestre
Pendant les vacances d'été, elle fait ses premières armes à Philadelphie au sein du Robin Hood Dell Orchestra sous la direction de Dimitri Mitropoulos et au Philadelphia Orchestra avec Serge Koussevitzky et Eugene Ormandy.
Malgré l'avertissement « Only men wanted », elle passe plusieurs auditions pour être chef de pupitre dans un orchestre ; à Pittsburgh, Fritz Reiner l'éconduit en disant : « Vous êtes la meilleure, mais malheureusement vous êtes une femme ». Au National Symphony Orchestra de Washington, on lui offre le poste de 2e flûte, elle refuse.
À l'automne 1947, elle accepte le même poste au Kansas City Philharmonic Orchestra, elle y retrouve sa camarade du Curtis Laila Storch et joue sous la direction de Efrem Kurtz. Avant de partir au Missouri, la jeune diplômée du Curtis Institute a formulé trois exigences : décaler sa prise de fonction pour honorer un autre engagement, avoir un salaire plus élevé que ce qui lui était proposé (une demande sans précédent de la part d'une femme, néanmoins acceptée), et donner un concerto en soliste.
Comme stipulé dans son contrat, elle se produit en concert, le 21 janvier 1948, dans le Concerto K.313 de Mozart. Elle est pressentie pour le poste de première flûte pour la saison suivante.
Efrem Kurtz est sollicité par l'Orchestre symphonique de Houston et engagé avec la double fonction de chef d'orchestre et directeur musical. Il débauche quatre des meilleurs éléments du Kansas City Philharmonic, dont la flûtiste Elaine Shaffer.
Elle reste soliste à Houston pendant cinq ans, puis démissionne à la fin de la saison 1952-1953 pour devenir artiste concertiste.

### Soliste internationale
Elle débute en Europe, au Royal Festival Hall, de Londres, dans un programme Telemann-Haendel-Schubert-Hindemith, accompagnée par Denis Vaughan (en) au clavecin et Gerald Moore au piano. Elle a 27 ans, est vêtue d'une longue robe de velours noir, et le critique du Daily Express du 16 mai 1953 titre son article An Angel in Black plays a Flute.
De 1953 à 1972, elle donne des concerts dans de nombreux pays : Royaume-Uni, Pays-Bas, Danemark, Suisse, Israël, Italie, Allemagne, Espagne, Australie, Yougoslavie, États-Unis, Portugal, Japon, France, Grèce, Tchécoslovaquie, Suède, Autriche, URSS, Belgique, Canada et Afrique du Sud. Annulé par sa mort précoce, un concert était prévu en Hongrie début 1973.
Elle est invitée aux festivals de Lucerne 1957, Bath (en) 1959 et 1962, Édimbourg 1967, ainsi qu'au Festival Gulbenkian 1961, et se produit lors des Engadiner Konzertwochen de Saint-Moritz (1953 à 1960) puis au Gstaad Menuhin Festival à Saanen (1960 à 1972).
Elle a donné jusqu'à soixante concerts et récitals par an, et s'est produite avec plus de trente orchestres. Efrem Kurtz et Yehudi Menuhin l'ont accompagnée le plus souvent. Elle a joué aussi avec Renato Fasano, Karl Münchinger, Stanislaw Skrowaczewski, Maxime Chostakovitch, Mario Rossi, Rafael Frühbeck de Burgos, Paul Sacher, Franco Mannino, Edmond de Stoutz.
Pour le Concerto K.299 de Mozart, elle a eu comme partenaires les harpistes Nicanor Zabaleta et Marilyn Costello. En récital, ses accompagnateurs ont été principalement les pianistes Gerald Moore et Hephzibah Menuhin et le claveciniste George Malcolm.

### Décès
Pour entretenir sa forme physique et sa capacité respiratoire, Elaine Shaffer pratiquait régulièrement la natation, la gymnastique et la course à pied, et faisait autour de Gstaad de longues marches et des promenades à vélo. Elle n'a jamais fumé. En avril 1972, une radiographie, motivée par une dyspnée et une toux persistante, révèle un cancer du poumon à un stade avancé.
Deux projets lui tiennent à cœur : un récital entièrement consacré aux Sonates de Bach. Elle le donne avec le claveciniste George Malcolm au Queen Elizabeth Hall de Londres le dimanche 22 octobre 1972, jour de son 47e anniversaire ; l'autre projet est d'enregistrer le Duo pour flûte et piano d'Aaron Copland. Elle le doit à la mémoire de son maître William Kincaid. Elle le réalise à New York en décembre 1972, sur la flûte en platine héritée de Kincaid, et avec le compositeur au piano.
En 1973, le premier numéro du Time, traditionnellement réservé aux personnalités de l'année écoulée, consacre sa page musicale à la « Reine de la Flûte ».
Elle meurt le 19 février 1973 au Middlesex Hospital de Londres.

## Répertoire
Parmi les concertos pour flûte, son morceau de bravoure était le Concerto no 1 en sol majeur K.313 de Mozart qu’elle a d'abord joué le 21 janvier 1948 à Kansas City, puis partout dans le monde.
De Mozart, elle donnait également le Concerto n° 2 K.314 et le Concerto K.299 pour flûte et harpe, ainsi que l'Andante en ut K.315. D'autres concertos ont été plus rarement joués : Vivaldi, Jean-Marie Leclair (Concerto opus 7 no 3 en ut majeur), Franz Danzi (Concerto no 2 en ré mineur opus 31), Domenico Cimarosa (Concerto pour 2 flûtes en sol majeur GroF 1077), Carl Nielsen, Jacques Ibert, Virgil Thomson (Concerto pour flûte, harpe, cordes et percussion, créé par sa dédicataire E. Shaffer à Venise le 18 septembre 1954), Giorgio Federico Ghedini (Sonata da concerto pour flûte, cordes et percussions).
En musique orchestrale, elle jouait la Suite no 2 en si mineur BWV 1067 de Bach, ainsi que les 2ème, 4ème et 5ème Concertos brandebourgeois et le Triple concerto BWV 1044, la Suite en la mineur TWV 55:a2 de Georg Philipp Telemann, la Suite galante pour flûte, trombone et petit orchestre opus 42 de Franco Mannino, et les deux œuvres d'Ernest Bloch écrites pour elle : Two Last Poems (Maybe…), création au Teatro San Carlo de Naples le 5 octobre 1958 avec Efrem Kurtz, et Suite modale (version avec piano en première européenne à Londres en juin 1957, version orchestrée le 11 avril 1965 à Kentfield, Californie).
En musique de chambre, elle s'est produite dans L’Offrande musicale BWV 1039 de Bach et le Trio pour flûte, basson et piano WoO 37 de Beethoven ; en duo flûte-clavecin, dans les Sonates 1020 et 1030 à 1035 de Bach et les Sonates de Haendel ; en duo flûte-piano, dans les sonates de W. A. Mozart (la K.14), Franz Xaver Mozart (Rondo de sonate en mi mineur), Beethoven (Sonate en si bémol majeur WoO Anh. 4), Friedrich Kuhlau (Sonate en mi mineur opus 71), Carl Reinecke (Sonate opus 167 « Undine »), Hindemith, Prokofiev, Poulenc, l'Introduction, Thème et Variations sur Trockne Blumen D 802 opus 160 de Schubert, le Duo de Copland.
Du répertoire pour flûte seule, elle jouait notamment la Partita BWV 1013 de Bach, Syrinx de Debussy et la Danse de la chèvre d'Arthur Honegger.

## La flûte la plus chère du monde
Son premier instrument est une vieille flûte en bois récupérée en 1937 dans un placard de l'orchestre d'harmonie de son école. En 1943, son père lui achète une flûte Haynes en argent, d'occasion, pour 200 dollars. Devenue professionnelle, elle joue sur des flûtes Powell (en) en argent, puis sur une flûte de la même marque, mais en or 14K, fabriquée pour elle en 1957. À Noël 1966, William Kincaid, malade, lui fait cadeau de sa flûte en platine, construite par Verne Q. Powell (en) pour être exposée à l'Exposition universelle de New York 1939-1940, et achetée juste après par le soliste de Philadelphie.
Après la mort de Kincaid en mars 1967, le don a été contesté par son exécuteur testamentaire ; Elaine Shaffer n'a pu en disposer qu'en septembre 1968. Elle l'a utilisée pour la création du Duo pour flûte et piano d’Aaron Copland, écrit en hommage à William Kincaid, à Philadelphie le 3 octobre 1971, puis dans l'enregistrement de l'œuvre à New York, en décembre 1972. Devenue propriété d'Efrem Kurtz après la mort de sa femme, la flûte a été vendue aux enchères par Christie's New York, en 1986, à Stuart Pivar (en), collectionneur d'art et ami d’Andy Warhol pour la somme 187 000 $, record jamais égalé pour un instrument à vent.

## Vie privée
Elle a épousé le chef d'orchestre Efrem Kurtz, le 15 août 1955, à St-Moritz, un an après que celui-ci ait divorcé de sa première femme.
De retour en Angleterre, le chef d'orchestre est engagé par l'Orchestre philharmonique de Liverpool et enregistre beaucoup avec le l'Orchestre Philharmonia de Londres,, tandis que la flûtiste commence sa carrière internationale.
Après Liverpool et Londres, les Kurtz s'installent à Gstaad. Ils n'ont pas eu d'enfants. Parmi leurs amis figurent Marc Chagall, Yehudi Menuhin, Herbert Israel, le pianiste Solomon, Dimitri Mitropoulos… Elaine revoit ses anciens professeurs et collègues de Philadelphie, William Kincaid, Marcel Tabuteau, Laila Storch, Marilyn Costello, le flûtiste John Solum (en). Elle est très amie avec le violoncelliste Pierre Fournier et les pianistes Gerald Moore et Hephzibah Menuhin, ainsi qu'avec Rebekah Harkness, John Kenneth Galbraith, Sir Jacob Epstein, Karl Barth et le romancier Prix Nobel Hermann Hesse, qui déclare : « Vous jouez Bach et Haendel comme seule la fille de Bach et Haendel les jouerait ».

## Postérité
Malgré son rôle de pionnière dans le monde de la flûte - première femme flûtiste nommée soliste titulaire dans un grand orchestre américain, et première à avoir mené une carrière de concertiste internationale, - Shaffer est relativement oubliée. Elle a une courte notice dans le Dictionnaire des Interprètes d'Alain Pâris, et n'est citée dans celui de Baker & Slonimsky que comme épouse du chef d'orchestre Efrem Kurtz. Sa carrière, interrompue à l'âge de 47 ans, a contribué à cet oubli, ainsi que le fait de n'avoir formé aucun élève. Son legs discographique, reflet partiel de son répertoire, est difficilement accessible, et son fleuron, les Sonates de Bach,,, n'a jamais été gravé sur CD.

## Enregistrements

### Disques microsillons vinyle 30 cm 33 tours
- Mozart : Concertos no 1 K.313 et no 2 K.314 ; Andante K.315. Philharmonia Orchestra, direction Efrem Kurtz (enregistré à Londres en novembre 1957).
- J.-S. Bach, avec le Bath Festival Orchestra, direction Yehudi Menuhin, enregistré à Londres, Abbey Road Studio no 1 : 5e concerto Brandebourgeois BWV 1050 (juillet 1959). Suite pour orchestre en si mineur no 2 BWV 1067 (juin 1960). L’Offrande Musicale BWV 1079 (version Neville Boyling), avec le Bath Festival Chamber Orchestra, direction Yehudi Menuhin  14 novembre 1960).
- Telemann : Suite en la mineur TWV 55:a2. Mozart : Concerto pour flûte et harpe K.299, avec Marilyn Costello, harpe. Philharmonia Orchestra, direction Yehudi Menuhin (25-26 juin 1963, Abbey Road Studio no 1).
- Bach : Sonates BWV 1020-1030-1031-1032-1033-1034-1035, avec George Malcolm, clavecin, et Ambrose Gauntlett, viole de gambe (enregistré à Londres du 5 au 9 mai 1964).
- Kuhlau : Sonate en mi mineur op. 71. Schubert : Introduction et variations sur un thème de La Belle meunière (Trockne Blumen) D 802 opus posthume 160. F.-X. Mozart : Rondo en mi mineur. Hephzibah Menuhin, piano (enregistré à Londres en 1971).
- Copland : Duo for Flute and Piano, avec Aaron Copland au piano (enregistré à New York, 11-14 décembre 1972).

### Reports en CD
- J.-S. Bach : 5e concerto Brandebourgeois BWV 1050 ; Suite no 2 BWV 1067 ; L'Offrande Musicale BWV 1079. Coffret J.-S. Bach Orchestral Works, par Yehudi Menuhin, 2001.
- Telemann : Suite en la mineur TWV 55:a2. Baroque vol. 9 : Telemann, Concertos & Sonatas, 1994.
- Mozart : Concerto no 1 K.313 ; Concerto pour flûte et harpe K.299. Royal Classics ROY8450, 1994.
- Copland : Duo for Flute and Piano. A Copland Celebration - vol. 2, 2000.

### Enregistrements non publiés ou non commercialisés, bandes radio
- J.-S. Bach : Partita pour flûte seule BWV 1013 ; Sonate en trio pour 2 flûtes et clavecin - la partie de 1re flûte et le clavecin ont été enregistrés, et Shaffer devait enregistrer la partie de 2e flûte en re-recording (HMV Londres, mai 1964).
- Mozart : Concerto K.313, Orchestre National de l'ORTF, direction Yehudi Menuhin, 30 septembre 1964[36].
- Danzi : Concerto opus 31, Orchestre Philharmonique de l'ORTF, direction Efrem Kurtz (1967), LP en pressage limité privé.
- Giorgio Federico Ghedini : Sonata da concerto pour flûte, cordes et percussions (1958), Orchestre de la RAI de Milan, direction G. F. Ghedini, en concert.

### Films en vidéo
- Danzi : Concerto no 2 opus 31. Orchestre Philharmonique de l'ORTF, direction Efrem Kurtz. Retransmission du 10 février 1968, 1re chaîne ORTF. INA.
- F.-X. Mozart : Rondo. Poulenc : Sonate (2e mouvement, Cantilène). Prokofiev : Sonate (Scherzo – Andante). Beethoven : Sonate (1er mouvement, Allegro) ; Schubert : Introduction et Thème (sans les Variations), avec Hephzibah Menuhin, piano. Entretien avec Bernard Gavoty. Émission Au cœur de la musique du 7 août 1969, ORTF. INA.